# Обвитка

Лінії магнітного поля (зеленим) петлі зі струмом проходять крізь центр цієї петлі, і зосереджують поле там

Обвитка, обмотка, на́витка — це електричний провідник, як от дріт у вигляді котушки, спіралі чи гвинтової лінії. 

## Загальний опис
Обвитки використовують в електротехніці для застосувань там, де електричний струм взаємодіє з магнітним полем у пристроях на штиб електродвигунів, генераторів, котушок індуктивності, електромагнітів, трансформаторів, гучномовців і вимірювальних котушках. Електричний струм проходить або крізь дріт котушки, щоби виробити магнітне поле, або навпаки, зовнішнє змінне у часі магнітне поле через котушку, виробляє електрорушійну силу (вольтаж) у намотаному провіднику.
Згідно із циркуляційним законом Ампера, струм крізь будь-який провідник створює колоподібне магнітне поле навколо провідника. Перевага використання котушкової форми полягає в підсиленні магнітного поля утвореного заданим струмом. Магнітні поля утворені окремими витками дроту, всі проходять через котушки і взаємно додаються (суперпозиція) тобто створюють там загальне потужне поле. Чим більше витків, тим дужче це поле. І навпаки, змінний зовнішній магнітний потік індукує електричну напругу в провідниках як-от дріт, згідно із законом Фарадея. Індукований вольтаж можна збільшити шляхом скручування провідника в котушку, бо тоді силові лінії поля перетинають коло в багатьох місцях.

## Улаштування, позначення на схемах

Рис.1

Рис.1: Символи для обвиток, ліворуч відповідно до IEC 617-4 (1983), праворуч відповідно до IEC 617-4 (1996) та DIN EN 60617-4 (1997)
Обвитка, це згорток дроту з ізольованими один від одного за допомогою емалевого покриття або лакованого плетива, витками. Для намотування переважно використовується мідний або алюмінієвий дріт. Алюмінієві обвитки, здебільшого застосовуються для здешевлення електротехнічного виробу, наприклад силового трансформатора, та зменшення його ваги. Виток — це петля з дроту, що може мати виводи. Бувають лише цілі числа витків. Тіло для намотування (бобіна) не обов'язкове. Якщо основа для намотування відсутня або вона зроблена з немагнітного матеріалу, говорять про так звані, повітряні котушки в механічному або відповідно електричному сенсі. Така тримальна основа зазвичай, використовується лише для механічного закріплення дроту і вона, на

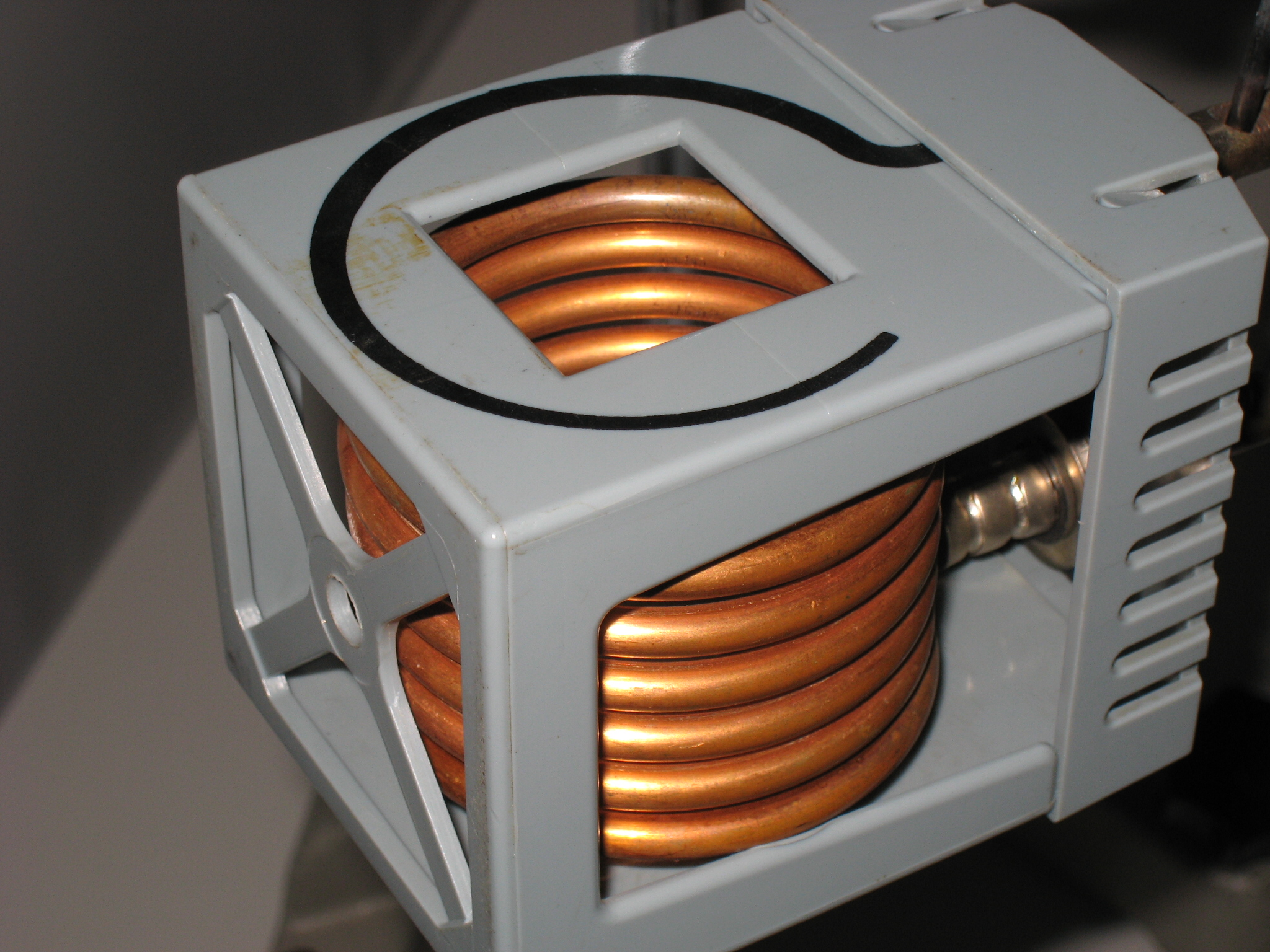
Повітряна обвитка (котушка)

відміну від котушки з осердям, не додає магнітного впливу.
Обвитки можуть бути також, у вигляді пласкої спіралі та з прямокутним чи будь-яким іншим поперечним перерізом котушки. Вони також можуть бути розташованими безпосередньо на друкованій платі у вигляді витої провідної доріжки. Водночас, в електротехніці для електромеханічних пристроїв змінного струму (проміжне реле, пускачі), застосовується короткозамкнений виток, який охоплює частину магнітопроводу, та призначений для зсуву по фазі частини потоку. Це робиться для того, щоб у загальному магнітному потоці не було нульових значень (при переході напруги через 0), і відповідно не було двигтіння в осерді.
Котушки мають певну індуктивність, але ця індуктивність може бути їх звичайним призначенням (наприклад, котушки дроселів, обвитки електричних фільтрів) або просто вторинною властивістю (наприклад, трансформатори, тягові магніти, котушки реле).
Окрім намотаного дроту та основи/каркасу, обвитка часто має магнітне осердя всередині для збільшення індуктивності.
Індуктивність котушки вимірюється в одиницях — Генрі.

## Спосіб дії
Основною властивістю обвиток є їхня індуктивність. Індуктивність визначається кількістю витків намотаної котушки, її матеріалом та розмірами. Завдяки магнітному зв'язку (зчепленню потоків) окремих витків між собою через просторово-близьке їхнє розташування, індуктивність намотаних котушок теоретично збільшується на квадрат числа витків. Подвоєння кількості витків з однаковими геометричними розмірами, забезпечує збільшення індуктивності учетверо.
Якщо на виводи котушки подати електричну напругу, струм (який  у цьому досліді протікає крізь джерело напруги) не зміниться раптово. У зразковій котушці з індуктивністю 1 Гн і напругою 1 В за 1 секунду, сила струму зросте до 1 А. Напруга також може розвиватися на омічному опорі (внутрішньому опорі), власне незразкової котушки або на 
резисторі, увімкненому в коло цієї котушки. Зміна струму під дією прикладеної напруги або спад напруги, припиняється лише тоді, коли струм на внутрішньому опорі створює відповідну протидійну напругу. Короткозамкнена взірцева котушка (порівняйте: надпровідник) теоретично ніколи не розряджається. Одночасно із протіканням струму крізь дріт обвитки, в котушці виникає магнітне поле.

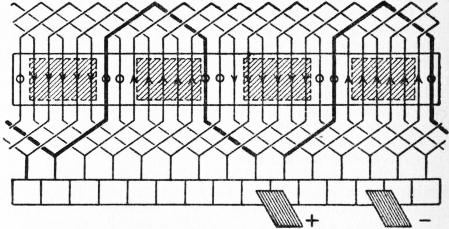
Принципова схема обвитки для машини постійного струму з комутатором, що показує петльову обвитку — представлено так, ніби поверхня якоря була би сплющеною.

Змінний магнітний потік зовнішнього магнітного поля створює індукційний струм у (короткозамкненому) контурі провідника та відповідну напругу самоіндукції на кінцях розімкненого електричного провідника. Ця напруга спрямована таким чином, що протидіє своїй причині — (правило Ленца). Збільшення швидкості зміни магнітного потоку призводить до зростання напруги яка протидіє струму. Коефіцієнт пропорційності між струмом у провіднику, який змінюється з часом, і вислідною напругою самоіндукції, називається індуктивністю.
На додаток до дійсно, бажаної індуктивності, звичайні котушки також мають інші, здебільшого, небажані електричні властивості, як-от електричний (активний та індуктивний) опір, паразитні ємності, тобто принаймні одну точку електричного резонансу (природний резонанс, паралельний резонансний контур) або, у разі наявності осердя котушки котре збільшує індуктивність, залишкову намагніченість і втрати на вихрові струми. Всі ці показники залежать від температури і робочої частоти. Через це, їх застосування має сенс лише до типової для певного виробу, максимальної частоти зрізу, де все ще є достатній індуктивний опір або фазовий кут у відповідній вставній схемі.
З іншого боку, якщо високоякісний резистор, який складається з довгого згорнутого (активно-опірного) дроту, повинен мати особливо низьку індуктивність, дротяний носій на механічній основі, наприклад порцеляновій трубці з контактними затискачами, намотують біфілярно, дротом назустріч. Протилежно спрямовані магнітні потоки майже гасять один одного. Цей спосіб використовується, наприклад, заради виготовлення дротяних навантажувальних резисторів для високочастотного діапазону, приблизно до 100 кГц.

## Поведінка змінного струму
Коли змінна напруга прикладається до котушки, струм і магнітне поле також почергово змінюють напрямок. Існує залежність між зміною в часі струму котушки i(t) і напругою на клемах u(t).
{\displaystyle u(t)=L\cdot {\frac {\mathrm {d} i(t)}{\mathrm {d} t}}},

Зсув фаз між струмом і напругою внаслідок індуктивного навантаження (нім. Spannung - напруга)

де t час а L — власна індуктивність котушки. Струм і напруга вказуються тут, як зазвичай для пасивних компонентів. Оскільки струм може лише поступово збільшуватися або зменшуватися через перенесення енергії в магнітному полі, він завжди слідує кривій напруги із затримкою у часі; він не у фазі. За взірцевих умов (із малим омічним опором яким можна знехтувати) змінна напруга випереджає струм на 90°. Існує інерція котушки проти змін струму. (Примітка: «В індуктивностях струми затримуються — ніби заплутуються у витках».)
Коли струм протікає крізь котушку, енергія накопичується у магнітному полі:
{\displaystyle E_{\mathrm {mag} }={\tfrac {1}{2}}LI^{2}}

Електричний струм і напруга, що мають однаковий напрямок у пасивному навантаженні. u·i — потужність, «споживана» навантаженням

Математично  фазовий зсув випливає з правил виведення тригонометричних функцій: якщо, наприклад, синусоїдальний струм
{\displaystyle i(t)=I_{0}\cdot \sin(\omega t)}
протікає крізь котушку, напруга на котушці є результатом математичного визначення
{\displaystyle u(t)=L\cdot {\frac {\mathrm {d} i(t)}{\mathrm {d} t}}=\omega L\cdot I_{0}\cdot \cos(\omega t)}.
Співвідношення максимальної напруги котушки та найбільшого струму котушки у разі синусоїдального збудження
{\displaystyle {\frac {U_{0}}{I_{0}}}=\omega L}.
Котушка може мати комплексний опір змінного струму (імпеданс): {\displaystyle {\underline {Z}}=\mathrm {j} \omega L} який, на відміну від омічного (активного) резистора, не перетворює потужність на тепло (втрати потужності). Це пов'язано з тим, що енергія поглинається котушкою протягом чверті періоду і знову вивільняється в наступній чверті. Зрештою, енергія просто коливається туди-сюди, не виконуючи жодної роботи. Ця особлива форма опору називається реактивним опором, а струм – реактивним.
{\displaystyle X=\Im {({\underline {Z}})}}
до
{\displaystyle X=2\pi f\cdot L=\omega \cdot L}
з розмірністю [V/A].
{\displaystyle \omega =2\pi f}
називається кутовою частотою або циклічною частотою. Реактивний опір зростає зі збільшенням частоти, а омічний опір дроту залишається незмінним. Через це, котушка, призначена для напруги змінного струму, має набагато менший опір до так само високої напруги постійного струму (f = 0 Гц), оскільки у цьому разі тільки опір матеріалу дроту перешкоджає струму.